# Krön (Södra Vi socken, Småland, 640446-149870)
Krön är en sjö i Vimmerby kommun i Småland och ingår i Motala ströms huvudavrinningsområde. Sjön har en area på 7,64 kvadratkilometer och ligger 102,1 meter över havet. Sjön avvattnas av vattendraget Stångån. Vid provfiske har bland annat abborre, björkna, braxen och gers fångats i sjön.

## Delavrinningsområde
Krön ingår i det delavrinningsområde (640006-150116) som SMHI kallar för Utloppet av Krön. Medelhöjden är 129 meter över havet och ytan är 41,65 kvadratkilometer. Räknas de 28 avrinningsområdena uppströms in blir den ackumulerade arean 641,92 kvadratkilometer. Stångån som avvattnar avrinningsområdet har biflödesordning 2, vilket innebär att vattnet flödar genom totalt 2 vattendrag innan det når havet efter 187 kilometer. Avrinningsområdet består mestadels av skog (42 procent) och jordbruk (23 procent). Avrinningsområdet har 7,56 kvadratkilometer vattenytor vilket ger det en sjöprocent på 18,1 procent. Bebyggelsen i området täcker en yta av 1,11 kvadratkilometer eller 3 procent av avrinningsområdet.

## Fisk
Vid provfiske har följande fisk fångats i sjön:
- Abborre
- Björkna
- Braxen
- Gärs
- Gädda
- Gös
- Löja
- Mört
- Sutare